# RM (Album)
RM ist das Debüt-Mixtape des südkoreanischen Rappers RM der Boyband BTS. Es wurde am 20. März 2015 von Big Hit Entertainment auf SoundCloud veröffentlicht.

## Hintergrund
In einem Interview für das Singles Magazine äußerte RM den Wunsch, ein Mixtape zu veröffentlichen. RM nutzte die Zeit zwischen seinen Verpflichtungen als Mitglied der Gruppe BTS, um an seinem Mixtape zu arbeiten. Er arbeitete insgesamt etwa vier bis fünf Monate daran.

## Musik und Lyrik
Der endgültige Schnitt von RM umfasst 11 Tracks, wobei nur 10 Tracks auf SoundCloud zu finden sind. Der Track God Rap ist nur beim kostenlosen Download mit enthalten.
In RM reagiert RM auf seine Kritiker, reflektiert seine Unsicherheiten und Zweifel und offenbart seinen Glauben an sich selbst. Im Anfangstrack Voice rappt RM über seine Vergangenheit, während im Hintergrund eine einfache Klavierschleife läuft. Do You mit seinen monotonen Beats enthielt die Kernbotschaft des Mixtapes, die den Hörern riet, ein autonomes Leben ohne gesellschaftliche Standards zu führen. Der folgende Titel Awakening befasst sich mit RMs internem Konflikt zwischen seiner Identität als „Idol“ gegenüber der als „Künstler“, bevor er im Track Monster den Hass seiner Hater schlagfertig erwidert, und in Throw Away fordert, dass seine Zuhörer ihre Vorurteile und ihre Voreingenommenheit ablegen. In Joke präsentierte RM seine Rap-Techniken mit Texten des Bewusstseinsstroms, während God Rap RMs atheistische Überzeugung widerspiegelte, dass nur man selbst sein Schicksal kontrolliert. In Life präsentierte RM eine Untersuchung von Leben, Tod und Einsamkeit mit ruhigem, komponiertem Rappen, das in den Track Adrift führte, der den Sinn von Leben und Glück betrachtete. Der letzte Track, I Believe, schließt das Mixtape mit RMs Vertrauen in sich selbst und seiner Entschlossenheit zum Weitermachen ab.

## Veröffentlichung und Promotions
Am 11. März 2015 kündigte RM die Veröffentlichung seines Debüt-Mixtapes für den 17. März an, indem er das Cover des Mixtapes auf der Blog-Seite von BTS zusammen mit dem Thema You do you, I do I veröffentlichte. Im Vorfeld der Veröffentlichung des Mixtapes wurde am 13. März ein Musikvideo zum Titel Awakening veröffentlicht. Das Mixtape wurde am 20. März 2015 auf SoundCloud veröffentlicht und konnte dann kostenlos über Links auf BTS’ Blog in Verbindung mit einem Musikvideo für Do You heruntergeladen werden. Am 27. März veröffentlichte RM ein Musikvideo für Joke. Abgesehen von Interviews für Magazine wie Hip Hop Playa und IZE hat RM das Mixtape nicht weiter beworben. Es belegte später den 48. Platz in Spins 50 besten Hip-Hop-Alben von 2015.

## Titelliste
Alle Tracks wurden von RM geschrieben.
| Nr.          | Titel                       | Text         | Musik        | Länge |
| ------------ | --------------------------- | ------------ | ------------ | ----- |
| 1.           | „Voice“ (목소리)            | Pdogg        | Pdogg        | 2:47  |
| 2.           | „Do You“                    |              |              | 3:01  |
| 3.           | „Awakening“ (각성)          |              |              | 2:38  |
| 4.           | „Monster“                   |              |              | 3:44  |
| 5.           | „Throw Away“ (버려)         |              |              | 3:15  |
| 6.           | „Joke“ (농담)               |              |              | 3:18  |
| 7.           | „God Rap“                   |              |              | 3:34  |
| 8.           | „Rush“ (feat. Krizz Kaliko) | Krizz Kaliko | Pdogg        | 4:12  |
| 9.           | „Life“                      | J Dilla      |              | 4:17  |
| 10.          | „Adrift“ (표류)             |              |              | 3:09  |
| 11.          | „I Believe“                 |              | Slow Rabbit  | 3:42  |
| Gesamtlänge: | Gesamtlänge:                | Gesamtlänge: | Gesamtlänge: | 37:32 |

### Sample Credits
- „Do You“ enthält den Original-Beat von „Aerosol Can“ von Major Lazer.
- „Awakening“ enthält den Original-Beat von „The Alarm“ von Big K.R.I.T.
- „Monster“ enthält den Original-Beat von „Grown Simba“ von J. Cole.
- „Throw Away“ enthält den Original-Beat von „Hypest Hype“ von Chase & Status.
- „Joke“ enthält den Original-Beat von „Oh My Darling“ von Run the Jewels.
- „God Rap“ enthält den Original-Beat von „God’s Gift“ von J. Cole.
- „Life“ enthält den Original-Beat von „Life“ von J. Dilla.
- „Adrift“ enthält den Original-Beat von „Lust 4 Life“ von Drake.